# Brand New Days
〈Brand New Days〉(브랜드 뉴 데이즈)는 에이핑크의 다섯 번째 싱글이다. 2016년 3월 23일, 유니버설 뮤직 재팬을 통해서 발매됐다.

## 개요
- 타이틀 곡 〈Brand New Days〉는 에이핑크의 첫 일본 오리지널 곡이다.
- 타이틀 곡 〈Brand New Days〉은 처음에는 한국에서 먼저 활동할 곡이기 때문에 한국어 먼저 작사됐지만, 일본에서의 요청으로 일본 애니메이션의 주제가로 번안돼서 첫 일본 오리지널 곡으로 발매됐다.[1] 이후에 2016년 9월 26일에 발매되는 세 번째 정규음반 《Pink Revolution》의 여덟 번째 트랙인 〈Catch me〉라는 제목으로 한국어 버전이 수록된다.[2]
- 초회한정반A에서 굿즈로 ‘펜 파우치’가 들어있으며, 초회한정반에는 ‘트레이딩 카드’(총 7종 중에서 1종 랜덤)가 들어있다.

## 발매 과정
2015년 12월 12일, 공식 일본 블로그를 통해서 다섯 번째 싱글이 3월에 발매로 결정되었다. 2016년 2월 2일 일본 애니메이션인 숲의 요정 페어리루의 주제가로 결정되며, 싱글 수록곡도 공개가 되었다.

## 수록곡
CD
1. Brand New Days [3:44]
  - 작사: 후지바야시 쇼코 / 작곡 · 편곡: 범이낭이

일본 오리지널 곡
TV 도쿄 계열 TV 애니메이션 《리루리루 페어리루: 요정의 도어 (숲의 요정 페어리루: 마법의 문)》 여는 곡
2. Yeah (Japanese Ver.) [3:12]
  - 작사: 시호 / 작곡: 신사동호랭이, 최규성

대한민국에서의 두 번째 미니 앨범 《Snow Pink》의 수록곡인 〈Yeah〉의 일본어 버전
3. Brand New Days (Inst.)
4. Yeah (Inst.)

DVD(초회한정반A)
1. Brand New Days (Music Video) 【Dance feat.Ver.】

DVD(초회한정반B)
1. Brand New Days (Music Video) 【Dance feat.Ver.】